# Vukojevci
Vukojevci  su naselje u Hrvatskoj, regiji Slavoniji u Osječko-baranjskoj županiji i pripada gradu Našicama.

## Zemljopisni položaj
Vukojevci se nalaze na 145 metara nadmorske visine (centar sela) u području gdje sjeverni obronci Krndije prelaze u nizinu istočnohrvatske ravnice. Selo se nalazi na državnoj cesti D515 Našice D2 - Đakovo D7. Susjedna naselja: zapadno Markovac Našički i Našice, sjeverno Jelisavac, jugozapadno Makloševac, a istočno Stipanovci i jugoistočno Kršinci naselja u susjednoj općini Podgorač. Površina katastarske jedinice naselja Vukojevci je 12,80 km·102.

## Stanovništvo
| broj stanovnika | 560   | 640   | 582   | 636   | 760   | 815   | 773   | 848   | 846   | 921   | 1037  | 972   | 953   | 983   | 997   | 914   | 713   |
|                 | 1857. | 1869. | 1880. | 1890. | 1900. | 1910. | 1921. | 1931. | 1948. | 1953. | 1961. | 1971. | 1981. | 1991. | 2001. | 2011. | 2021. |

## Crkva
U selu je rimokatolička crkva Rane Svetog Franje koja pripada rimokatoličkoj župi Sv. Marka Evanđeliste (Našice 2.) sa sjedištem u Markovcu Našičkom i našičkom dekanatu Požeške biskupije.Ckveni god ili kirvaj slavi se 17. rujna.

## Obrazovanje
U selu se nalazi četverogodišnja škola koja radi u sklopu Osnovne škole Dora Pejačević iz Našica.

## Šport
- NK Omladinac Vukojevci natječe se u 1. ŽNL Osječko-baranjskoj.

## Kultura
- Hrvatsko kulturno društvo Vukojevci.

## Ostalo
- Dobrovoljno vatrogasno društvo Vukojevci osnovano 1935.
- Konjogojska udruga "Dorat" Vukojevci
- Hrvatski veterani Domovinskog rata Vukojevci

## Vanjska poveznica
- http://www.nasice.hr/

.